# Tripylium carcinicolum
Tripylium carcinicolum is een rondwormensoort uit de familie van de Monhysteridae. De wetenschappelijke naam van de soort is voor het eerst geldig gepubliceerd in 1915 door Baylis.